# Nadia Guimendego
Nadia Guimendego (27 de abril de 1997) es una deportista centroafricana que compite en judo. Ganó una medalla de bronce en los Juegos Panafricanos de 2023 y dos medallas en el Campeonato Africano de Judo, bronce en 2023 y plata en 2024.

## Palmarés internacional
| Juegos Panafricanos | Juegos Panafricanos    | Juegos Panafricanos | Juegos Panafricanos |
| Año                 | Lugar                  | Medalla             | Categoría           |
| ------------------- | ---------------------- | ------------------- | ------------------- |
| 2023                | Acra (Ghana)           | Medalla de bronce   | –63 kg              |
| Campeonato Africano |                        |                     |                     |
| Año                 | Lugar                  | Medalla             | Categoría           |
| 2023                | Casablanca (Marruecos) | Medalla de bronce   | –63 kg              |
| 2024                | El Cairo (Egipto)      | Medalla de plata    | –63 kg              |